# 7020 Yourcenar
7020 Yourcenar este o planetă minoră (asteroid), cu un diametru de 9,061 km, din centura de asteroizi. A fost descoperită pe 4 aprilie 1992 la Observatorul European Austral de Eric Walter Elst și a fost numită după Marguerite Yourcenar. 
Obiectul prezintă o orbită caracterizată de o semiaxă mare de 2,426833 UAi, o excentricitate de 0,17, o înclinație de 2,46459 ° în raport cu ecliptica.